# Кембл, Эдвин
Эдвин Кроуфорд Кембл (англ. Edwin Crawford Kemble; 28 января 1889 — 12 марта 1984) — американский физик.
Член Национальной академии наук США (1931).

## Краткая биография
Работал в Гарвардском университете в 1919—1957 гг. (с 1930 г. — профессор).
Работы по спектроскопии, исследованию молекулярных спектров, статистической механике, математической физике, квантовой теории, философии науки.
Создал школу физиков (Дж. Ван Флек, Р. Малликен, Дж. Слэтеp и др).